# Задній мозок
Задній мозок, або метенцефалон (лат. metencephalon, англ. metencephalon) — це вторинний мозковий міхур, що розвивається з передньої частини ембріонального ромбоподібного мозку, або, інакше кажучи, з передньої частини первинного заднього мозкового міхура. Надалі задній мозок (метенцефалон) дає початок мосту мозку і мозочку. Задня ж частина ромбоподібного мозку перетворюється в міеленцефалон, з якого утворюється довгастий мозок.
| Первинний мозковий міхур | Вторинні мозкові міхурі | Первинні ромбомери | Вторинні ромбомери     |
| ------------------------ | ----------------------- | ------------------ | ---------------------- |
| Ромбенцефалон (Rh)       | Метенцефалон (Mt)       | A                  | Перешийок (істмус (I)) |
| Ромбенцефалон (Rh)       | Метенцефалон (Mt)       | A                  | Rh1                    |
| Ромбенцефалон (Rh)       | Метенцефалон (Mt)       | A                  | Rh2                    |
| Ромбенцефалон (Rh)       | Метенцефалон (Mt)       | A                  | Rh3                    |
| Ромбенцефалон (Rh)       | Міеленцефалон (My)      | B                  | Rh4                    |
| Ромбенцефалон (Rh)       | Міеленцефалон (My)      | C                  | Rh5                    |
| Ромбенцефалон (Rh)       | Міеленцефалон (My)      | C                  | Rh6                    |
| Ромбенцефалон (Rh)       | Міеленцефалон (My)      | C                  | Rh7                    |
| Ромбенцефалон (Rh)       | Міеленцефалон (My)      | D                  | Rh8                    |